# ويليام ماكغريغور باكستون
ويليام ماكغريغور باكستون (بالإنجليزية: William McGregor Paxton)‏ هو رسام أمريكي، ولد في 22 يونيو 1869 في بالتيمور في الولايات المتحدة، وتوفي في 1941 في بوسطن في الولايات المتحدة بسبب نوبة قلبية.